# جورج مونرو
جورج مونرو هو ناشر كندي، ولد في 12 نوفمبر 1825 في Pictou County ‏ في كندا، وتوفي في 23 أبريل 1896 في جبال كاتسكيل في الولايات المتحدة.